# Huelva (grad)
Huelva je grad u istoimenoj španjolskoj provinciji Huelva na zapadnom dijelu 
autonomne regije Andaluzije.

## Stanovništvo
Grad ima 149.000 stanovnika (2009.).

## Vanjske poveznice
- službene stranice  Arhivirana inačica izvorne stranice od 24. prosinca 2009. (Wayback Machine)